# Vinkuran
Vinkuran – wieś w Chorwacji, w żupanii istryjskiej, w gminie Medulin. W 2011 roku liczyła 672 mieszkańców.